# 曼達里 (北達科他州)
曼達里（英語：Mandaree）是位於美國北達科他州麥肯齊縣的普查規定居民點。

## 人口
根據2020年美國人口普查的數據，曼達里的面積為28.87平方千米，當中陸地面積為28.84平方千米，而水域面積為0.03平方千米。當地共有人口691人，而人口密度為每平方千米23.93人。